# Coprinellus radians
Coprinellus radians är en svampart som först beskrevs av Jean Baptiste Desmazières, och fick sitt nu gällande namn av Vilgalys, Hopple & Jacq. Johnson 2001. Coprinellus radians ingår i släktet Coprinellus och familjen Psathyrellaceae.  Arten är reproducerande i Sverige. Inga underarter finns listade i Catalogue of Life.